# Кохерн
Кохерн (фр. Cocheren) насеље је и општина у североисточној Француској у региону Лорена, у департману Мозел која припада префектури Форбаш.
По подацима из 2011. године у општини је живело 3513 становника, а густина насељености је износила 625,09 становника/km². Општина се простире на површини од 5,62 km². Налази се на средњој надморској висини од 320 метара (максималној 340 m, а минималној 200 m).

## Демографија
| 1962. | 1968. | 1975. | 1982. | 1990. | 1999. | 2011. |
| ----- | ----- | ----- | ----- | ----- | ----- | ----- |
| 3.880 | 4.227 | 3.731 | 3.544 | 3.425 | 3.293 | 3.513 |

График промене броја становника у току последњих година